# Longmen, Leizhou
Longmen (kinesiska: 龙门) är en köping i sydöstra Kina. Den ligger i Leizhou i staden Zhanjiang i provinsen Guangdong, omkring 430 kilometer sydväst om provinshuvudstaden Guangzhou. Antalet invånare är 80 089. Befolkningen består av 38 031 kvinnor och 42 058 män. Barn under 15 år utgör 26,0 %, vuxna 15-64 år 65 %, och äldre över 65 år 7,0 %.